# Disentis/Mustér
Disentis/Mustér (rätoromanska:Mustér, tyska:Disentis) är en ort och kommun i regionen Surselva i kantonen Graubünden, Schweiz. Kommunen har 2 080 invånare (2023).
Disentis/Mustér ligger i den övre delen av Surselva som kallas Cadi. Kommunen består av dels huvudorten Disentis/Mustér, som är centrum för hela Cadi, dels ett antal mindre byar såsom Acletta, Cavardiras, Disla, Funs, Clavaniev, Mumpé Medel, Mumpé Tujetsch och Segnas.

## Språk
Det officiella språket är surselvisk rätoromanska, vilket är modersmål för de allra flesta. Numera finns dock en betydande tyskspråkig minoritet som utgör ungefär en femtedel av invånarna. 

## Religion
De flesta i Mustér är av tradition katoliker. Genom inflyttning har i modern tid en reformert minoritet uppstått, som har en egen kyrka från 1999.

## Historia
Mustér har som samhälle vuxit upp kring ett än idag existerande benediktinkloster. Det grundades år 720 och har varit ett betydelsefullt politiskt och kulturellt centrum genom historien. Idag har det betydelse främst som skolcentrum.